# Victorin-Hippolyte Jasset
Victorin-Hippolyte Jasset (30 de março de 1862 – 22 de junho de 1913) foi um cineasta francês que esteve ativo entre 1905 e 1913, e é considerado um pioneiro da era cinematográfica. Ele dirigiu muitos gêneros de filmes, mas dedicou-se mais particularmente aos seriados policiais, com detetives e crimes, tais como os seriados sobre Nick Carter e Zigomar. Escreveu, também, diversos roteiros para o cinema.

## Carreira
Victorin Jasset nasceu em Fumay, no departamento de Ardenas, na França, em 1862, e após estudar pintura e escultura com Jules Dalou, iniciou sua carreira desenhando roupas para o teatro e como decorador, depois produzindo e desenhando para balés, notabilizando-se Vercingétorix em 1900, no Théâtre de l'Hippodrome, em Paris. Em 1905 foi contratado pela Gaumont Film Company para trabalhar com Alice Guy-Blaché na produção de filmes (tais como Esmeralda (1905), baseada em Notre Dame de Paris, de Victor Hugo, e La Vie du Christ (1906), trabalhando primeiramente como desenhista e depois como assistente de direção.

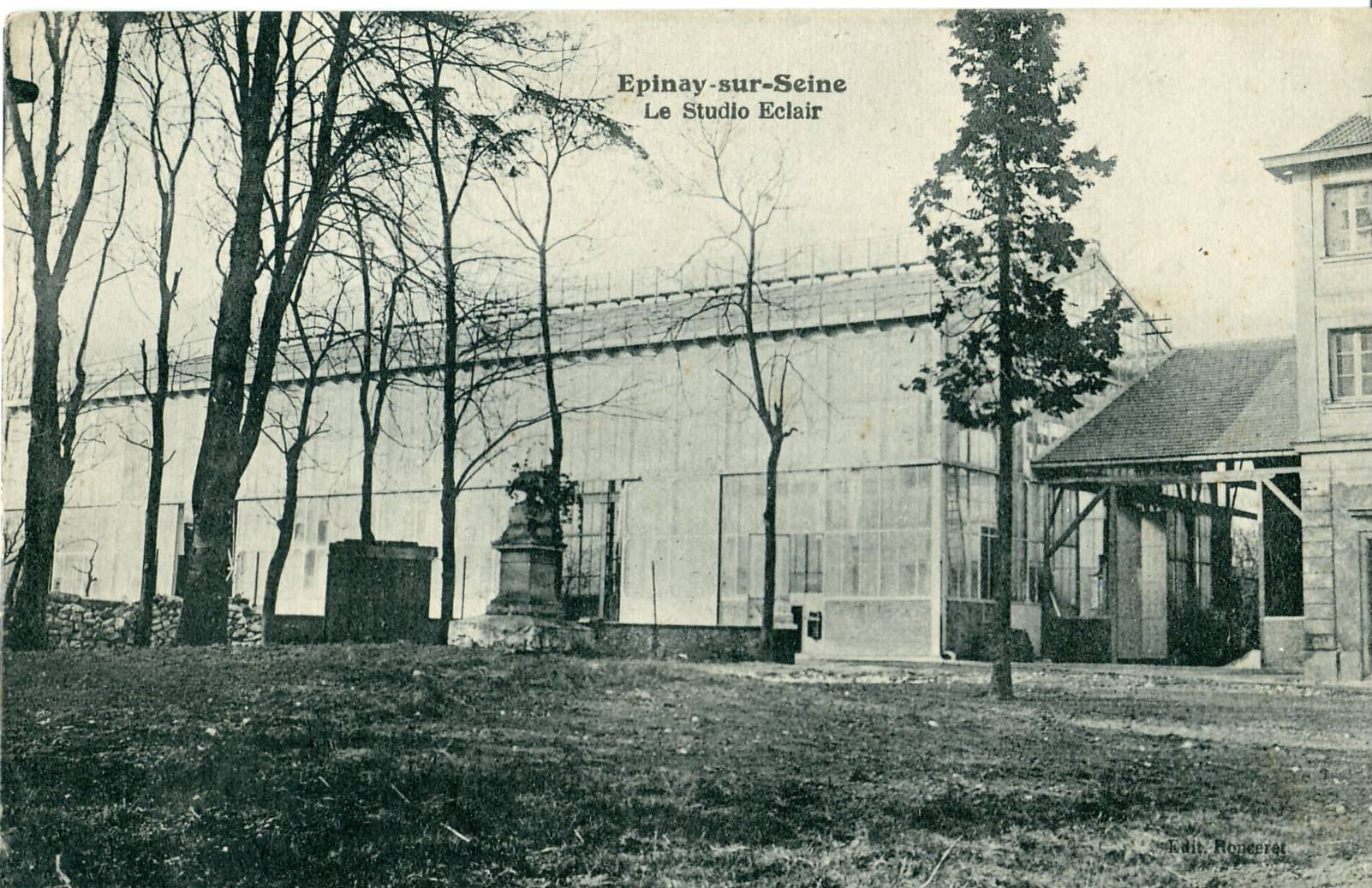
Estúdio Éclair, no início do Século XX, onde Jasset produziu seus seriados, os primeiros da era cinematográfica.

Após um curto período trabalhando para a Éclipse Film Company, Jasset  foi incorporado em 1908 à Éclair, para produzir o seriado Nick Carter, le roi des détectives, considerado o primeiro seriado cinematográfico. Mediante o sucesso alcançado pelo seriado Nick Carter, le roi des détectives, a Éclair investiu em novos seriados, ainda sob a direção de Jasset. A França foi, portanto, a iniciadora desse gênero de filmes em série, que abriria caminho para o desenvolvimento dos seriados estadunidenses, a partir de 1912, quando o Edison Studios produziu What Happened to Mary, além de influenciar o gênero cinematográfico de outros países, tais como a Alemanha, que produziria, em 1910, Arsene Lupin contra Sherlock Holmes.
O herói Nick Carter foi baseado em uma série de romances populares estadunidenses que foram publicadas na França e Alemanha pela Eichler. Jasset manteve o nome do personagem, porém inventou novos roteiros sediados em Paris. Esse primeiro seriado com Nick Carter foi lançado em seis capítulos, bisemanais, em 1908, cada capítulo com uma história completa.
Após um curto período na Raleigh & Robert Company, Jasset retornou à Éclair, e viajou para o Norte da África, para produzir séries e documentários na Tunísia, em espetaculares locações tais como as ruínas de Cartago. No verão de 1910 ele retornou a Paris e se tornou o diretor artístico da Éclair. Em 1911 ele fez Zigomar, tomando o personagem título das histórias de Léon Sazie sobre um mestre do crime, e o sucesso levou à produção de um segundo seriado, Zigomar contre Nick Carter (1912), que foi realizada em 6 meses, além de uma terceira série em 1913, Zigomar peau d'anguille. Jasset adaptou outros romances populares tais como Balaoo, de Gaston Leroux em 1913, e no mesmo ano Protéa, uma história de espionagem em que, pela primeira vez, o personagem-título é uma mulher, interpretada pela atriz favorita de Jasset, Josette Andriot. O seriado Protéa continuou mesmo após a morte de Jasset.
Em 1912 Jasset se voltou para o realismo, fazendo a primeira de duas adaptações de Emile Zola, como parte das novas séries de dramas sociais da Éclair. Para Au pays des ténèbres, baseado em Germinal, ele levou sua equipe para Charleroi, na Bélgica, para filmar em locais autênticos, e embora ele atualizasse a história para o momento presente, ele recriou no estúdio o detalhe das galerias de mineração reais, explorando a capacidade do filme de ser um gravador da realidade contemporânea. No ano seguinte, Jasset filmou, também de Zola, La Terre (1913).
Jasset tinha iniciado a adaptação de dois livros de Júlio Verne em junho de 1913 quando adoeceu seriamente. Ele foi internado para uma cirurgia inicialmente bem sucedida, porém após pouco tempo morreu em Paris, em 22 de junho de 1913Jasset foi sepultado no túmulo da família de sua esposa, no cemitério de Père Lachaise. Seu ultimo filme, Protéa foi lançado em setembro, talvez editado por outra pessoa.
Jasset fez mais de 100 filmes, e explorou diferentes gêneros de cinema além do seriaod policial. Le Capitaine Fracasse (1909) foi uma adaptação de Théophile Gautier; Journée de grève (1909) um documentário; Hérodiade (1910) um espetáculo bíblico. Apenas um pequeno número de seus filmes sobreviveu.
Jasset é lembrado como um homem de imensa energia, versatilidade e detalhismo, e teve alguns problemas com os atores que dirigiu. Alexandre Arquillière, que atuou em muitos filmes de Jasset, incluindo o papel de Zigomar, observou sobre ele: “uma esbelta e grisalha silhueta, com um olho danificado... a energia incansável do diretor que nem tinha tempo para dormir quando estava fazendo um filme”.

## Influências

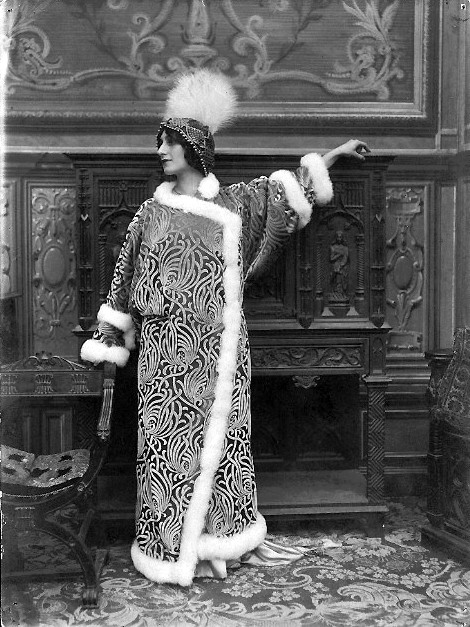
Josette Andriot, a atriz preferida de Jasset, atuando em "Protéa", em 1913.

A influência mais imediata do trabalho de Jasset foi vista nos filmes de Louis Feuillade, que estava trabalhando na Gaumont e levou o filme serial a novas alturas com Fantômas (1913–14), Les Vampires (1915–16) e Judex (1916). Essa variedade de papéis de detetive, mestre do crime e mulher misteriosa já havia aparecido nos filmes de Jasset com Nick Carter, Zigomar e Protéa.
O modelo de seriado de crime e aventura desenvolvido por Jasset e Feuillade foi retomado em outros lugares na Europa durante os próximos anos: Dr Gar el Hama (1911) na Dinamarca; Lieutenant Daring (1911- ) no Reino Unido;  Tigris (1913) e os seriados sobre Za La Mort (1914–1924) na Itália. A filial Pathé americana levou o seriado para novos níveis de popularidade em todo o mundo com sua produção The Perils of Pauline (1914).
Jasset também contribuiu para a teoria do cinema com um artigo de jornal em que analisa os estilos de filme e as características do cinema nacional.

## Filmografia parcial
- La Esméralda (1905)
- La Vie du Christ (1906)
- Nick Carter, le roi des détectives (1908) (6 episódios)
- Riffle Bill, le roi de la prairie (1908) (5 episódios)
- Les nouveaux exploits de Nick Carter (1909)
- Dragonnades sous Louis XIV (1909)
- Morgan le pirate (1909)
- Meskal le contrebandier (1909)
- Le Vautour de la sierra (1909)
- La Fleur empoisonnée (1909)
- Journée de grève (1909)
- Docteur Phantom (1909) (6 episódios)
- Le Capitaine Fracasse (1909)
- Hérodiade (1910)
- Eugénie Grandet (1910)
- Zigomar (1911)
- César Birotteau (1911)
- Au pays des ténèbres (1912) (“No País das Trevas”;[7] sobre a catástrofe de Courrières[15]
- Le Cerceuil de verre (1912)
- Zigomar contre Nick Carter (1912)
- Les Batailles de la vie (1912)
- Tom Butler (1912)
- Zigomar peau d'anguille (“Zigomar Pele de Enguia”,[7] 1913)
- Balaoo (1913)
- Protéa (1913)